# 변종필
변종필(1966년 7월 28일~)은 대한민국의 성우로, 1994년 문화방송 성우극회 공채 12기에 입사했다.

## 주요 출연작품

### TV 애니메이션
- 도야지봉 (KBS)
- 치카치카 폼폼이 (KBS) - 푸후 박사
- 내 꿈은 온에어 (KBS) - 세탁소 아저씨
- 요술소녀 (MBC)
- 꽃의 천사 메리벨 (MBC)
- 가이스터즈 (MBC) - 니키야스 / 노만 웨스터 / 안테 / 의장병 / 유노가병사D / 사라키아병사C / 소스비타병사A
- 모험왕 걸리버 (MBC)
- 핑크 팬더 (MBC)
- 톰과 제리 (MBC)
- 이크는 멋쟁이 (MBC)
- 모트의 시간여행 (MBC) - 리오 아빠(나중)
- 지구조난자 마룬 (MBC)
- 비스트워즈 (MBC) - 다이노봇
- 사랑의 큐피트 (MBC)
- 닥터 슬럼프 (MBC) - 가분수 신하
- 마법천자문 (MBC) - 옥황상제
- 마법소녀 리나 TRY (SBS)
- 홍길동 어드벤처 (SBS) - 임금 / 칠구
- 아기공룡 둘리 (SBS) - 디스크 악마
- 쵸비츠 (애니원) - 도영만 / 주점 사장
- 커렉터 유이 (애니원) - 싱크로
- 헌터X헌터 (애니원) - 사라소
- 갓슈벨 (챔프) - 카네야마
  - 갓슈벨 FINAL (챔프) - 카네야마
- 용하다 용해, 무대리 (VIDEO) - 정남이 / 의사
- 암행어사 정약용 (MBC)
- 누들누드2
- 싸커보이 토토 (EBS) - 켄 기자 / 대화 주장 / 교관 / 마도 감독
- 축구열풍 (MBC)
- BBB 삼총사의 모험 (MBC)
- 헬로 카봇 (KBS) - 럭키, 펀치

### 극장용 애니메이션
- 손오공 : 돌원숭이의 탄생 - 촌장
- 엘리엇과 산타 썰매단 - 레몬드롭
- 숲속왕국의 꿀벌 여왕 - 스핑스
- 피터팬: 후크 선장과 결투의 날 - 제이크 소로우 / 인디언 추장
- 동키 킹 - 듀크 왕 / 무어

### 영화
- 블랙 라이온 (MBC)
- 무서운 영화 (SBS)
- 이연걸의 정무문 (MBC)
- 천녀유혼 (MBC)
- 에어 콘트롤 (MBC)
- 폴리스 스토리 4 (SBS) - 예고로프의 부하(메튜 키닌몬스)
- 스크림2 (MBC)
- 메리에겐 뭔가 특별한 것이 있다 (MBC) - 힐리의 친구(제프리 탬버)
- 키스 더 걸 (MBC)
- 미션 임파서블 (MBC) - CIA 직원(롤프 색슨)
- 나 홀로 집에 2 (MBC) - 택시 기사(마리오 토디스코)
- 보거스 (MBC)
- 광부의 딸 (MBC)
- AD 2000 (MBC)
- 스타워즈 에피소드 1 (MBC)
- 스타워즈 에피소드 4 (MBC) - 술집 주인(테드 버넷)
- 스타워즈 에피소드 6 (MBC) - 아크바(팀 로스)
- 스튜어트 리틀 (MBC) - 셔먼 (존 폴리토) / 스펜서 (해롤드 굴드)
- 피스메이커 (MBC)
- 미스 에이전트 (SBS) - 젠슨(크리스토퍼 시어)
- 황비홍2 (MBC)
- 볼링 포 콜럼바인 (MBC)
- 사랑의 블랙홀 (MBC)
- 페이스 오프 (SBS)
- D-13 (MBC)
- 이너스페이스 (MBC)
- 빠삐용 (MBC)
- 사랑과 영혼 (MBC)
- 잔 다르크 (MBC)
- 콘 에어 (MBC) - 팔존 교도관 (스비트 이스틴)
- 피아니스트 (MBC) - 유대인(안제이 블루멘펠트)
- 슈가 & 스파이스 (SBS)
- 시빌 액션 (MBC) - 콘웨어 (토니 샬호브)
- 파인딩 포레스터 (SBS)
- 블루 데블 (MBC)
- 마스크 오브 조로 (MBC)
- 브룩 쉴즈의 사하라 (MBC)
- 피고인 (MBC)
- 드라큘라 (MBC)
- 에디 (MBC)
- 유주얼 서스펙트 (MBC)
- 파고 (MBC)
- 닌자 거북이3 (SBS)
- 어싸인먼트 (MBC)
- 라스트 모히칸 (MBC)
- 썬더하트 (MBC)
- 로빈 후드: 도둑들의 왕자 (MBC) - 존(닉 브림블)
- 아이언 이글 (MBC)
- 위험한 증언 (MBC)
- 룰스 오브 인게이지먼트 (MBC)
- 라이징 선 (MBC)
- 스피시즈 (MBC)
- 영웅신탐 (MBC)
- 토이즈 (MBC)
- 어퓨굿맨 (MBC)
- 나쁜 녀석들 (MBC)
- 나쁜 녀석들 2 (MBC) - 프로이드(마이클 섀넌)
- 12명의 성난 사람들 (MBC) - 5번 배심원 (도리안 헤어우드)
- 게릴라 (MBC)
- 탈주자 (SBS)
- 베토벤 (MBC) - 사업가(리처드 포트노)
- 제르미날 (MBC) - 라스뇌르
- 리틀 킹 (MBC)
- 아이 스파이 (MBC)
- 이연걸의 영웅 (MBC)
- 히달고 (MBC) - 샤칼 (아도니 마로피스)
- 캐리비안의 해적: 블랙 펄의 저주 (MBC) - 부관(데이미언 오헤어)
- 나비효과 (MBC) - 카를로스 (케빈 두런드)
- 고스트 독 (SBS) - 안젤로 (프랭크 미누치)
- 당신이 잠든 사이에 (MBC) - 조의 아버지(마이크 바카렐라) / 경찰(케빈 구달)
- 코로나도 (MBC) - 라파엘 (바이론 쿼로스)
- 원스 어폰 어 타임 인 멕시코 (SBS) - 로렌조 (엔리크 이글레시아스)
- 노브레인 레이스 (MBC) - 블레인 코디 (빈스 비에루프)
- 세븐 (MBC)
- 마스터 앤드 커맨더: 위대한 정복자 (MBC) - 장교(잭 랜돌)
- 복제인간의 제국 (MBC)
- 칠 팩터 (SBS) - 텔스타(케빈 J. 오코너)
- 고스트 쉽 (SBS) - 산토스 (알렉스 디미트리아디스) 외
- 네프 므와 (MBC)
- 레이디 킬러 (MBC) - 흑인 청소부(제이슨 위버)
- 콘스탄틴 (SBS) - 신부(프란시스 귀넌) / TV 방송 음성
- 블레이드 3 (SBS) - 하지(패튼 오즈월트)
- 해리슨 포드의 도망자 (MBC)
- 붉은 가마 (MBC)
- 결혼 만들기 (MBC)
- 의혹 속의 증거 (MBC)
- 패신저 57 (MBC)
- 차이나 레이크 살인사건 (MBC)
- 뱀파이어 해결사 (MBC)
- 어니스트 슬램덩크 (MBC)
- 어썰트 13 (SBS) - 카플라(맷 크레이븐)
- 퍼펙트 웨딩 (SBS) - 레미 (아담 스콧)
- 본 슈프리머시 (MBC) - 그레코프 (카렐 로덴)
- 애널라이즈 댓 (SBS) - 마이클(카일 사비히) / 버디(크리스 타르디오) / 리가치의 부하(조 도노프리오)
- 에너미 오브 스테이트 (SBS)
- 크림슨 타이드 (MBC)
- 스피드 (SBS) - 버스 승객(다니엘 빌라리얼) / 직원(패트릭 피슬러)
- 업 클로즈 앤 퍼스널 (MBC)
- 라이징 선 (MBC)
- 장 폴 벨몽도의 밤의 추적자 (SBS)
- 나이트워치 (MBC)
- 도플갱어 (MBC)
- 리틀 빅 히어로 (MBC) - 월러스 (스티븐 토보로스키)
- 007 리빙 데이라이트 (MBC) - 경비원(그레이엄 콜) / 호텔 지배인(하인츠 빈터)
- 중년의 함정 (MBC) - 댄의 동생(랄프 브루뉴) / 칼(토머스 코파치)
- 로보캅 2(SBS) - 프랭크(프랭크 밀러)

### 외화
- 이상한 나라의 앨리스 (EBS)
- CSI 과학수사대 (MBC) - 패리 핸슨
- CSI 뉴욕 (MBC)
- 오피스 (OBS) - 라이언 하워드(B.J. 노백)
- 텍사스 레인저 (MBC)
- 명란이 매콤해 (KNN)

### 방송
- 우리의 소리를 찾아서 (MBC)
- 아주 특별한 아침 (MBC)
- 줌인! 게임천국 (MBC)
- 세상발견 유레카 (5개 지역민방)
- 대한민국 창업 프로젝트 글로벌CEO 특강 ,청년창업 길을 묻다 (KBS1)
- 나는 몸신이다 (채널A)
- 내가 뽑은 106인 (TBS)
- 뽀뽀뽀 (MBC)
- 이제는 말할 수 있다 (MBC)
- 다큐On - 우리 공장의 에이스를 찾습니다 (KBS1)

### 드라마
- 토지 (KBS)
- 아침드라마 (MBC)
- MBC 베스트극장 (잃어버린 우산) (MBC)
- 제3공화국 (MBC)
- 제4공화국 (MBC)
- 불새 (MBC) - 음성출연
- 제빵왕 김탁구 (KBS)

### 게임
- 제노에이지 플러스 - 호메시오 디키브 / 클러츠
- 파랜드택틱스 3 : 전설을 계승하는 자 - 라르간대승정
- 절체절명도시 - 성진철
- 테일즈 오브 데스티니 2 - 쥬다스
- 액션로망 범피 트롯 - 델로치 무역회사 델슨

### 특촬물
- 초성신 그란 세이저 (챔프) - 기라드

### 연극
- 극단 현대극장 - 뮤지컬 오즈의 마법사, 뮤지컬 들풀의 노래
- 극단 맥토 - 뮤지컬 카르멘, 귀족수업, 사제와 제물
- 극단 광장 - 뮤지컬 아가씨와 건달들
- 극단 신시 - 뮤지컬 무애가, 카메라, 카메라
- 서울시립뮤지컬단 - 양반전, 지붕위의 바이올린, 미녀와 야수, 유논&아보스
- 빅토르최 뮤지컬 '어느 곳에도 나의 발자국은 남아있지 않다'
- 서울 예술단 - 새불, 한강은 흐른다, 주목받고 싶은 생, 지하철 연가, 아리송하네요 등

### 기타
- MBC 강변가요제